# Lycoseris colombiana
Lycoseris colombiana là một loài thực vật có hoa trong họ Cúc. Loài này được K.Egeröd mô tả khoa học đầu tiên năm 1991.